# Ceuthospora australis
Ceuthospora australis är en svampart som beskrevs av Sacc. 1890. Ceuthospora australis ingår i släktet Ceuthospora och familjen Phacidiaceae.   Inga underarter finns listade i Catalogue of Life.